# Duran Duran
Duran Duran je anglická poprocková skupina založená v Birminghamu v roce 1978 zpěvákem Stephenem Duffym, klávesistou Nickem Rhodesem a kytaristou/baskytaristou Johnem Taylorem. Po několika raných změnách se sestava kapely ustálila v květnu 1980 ve složení Rhodes, Taylor, zpěvák Simon Le Bon, kytarista Andy Taylor a bubeník Roger Taylor.
Duran Duran se objevili jako členové scény New romantic, stali se průkopníky hudebního videoklipu a vedoucí kapelou MTV-generované druhé britské invaze do USA v 80. letech. Do roku 1984 dosáhla kapela úrovně slávy podobné Beatlemanii. Prvním velkým hitem byla píseň "Girls on Film" (1981) z eponymního debutového alba, jehož popularitu podpořil kontroverzní videoklip. Průlomovým druhým albem se stalo Rio (1982), celosvětový hit. Písně "Hungry Like the Wolf" a "Rio" obsahovaly filmově laděné videoklipy režiséra Russella Mulcahyho a staly se dvěma z jejich největších hitů. Jejich třetí album Seven and the Ragged Tiger se stalo jediným albem kapely, které dosáhlo první příčky britské hitparády, a obsahovalo singl číslo jedna v USA i Spojeném království – "The Reflex". V roce 1985 se kapela dostala na vrchol americké hitparády se singlem "A View to a Kill" ze soundtracku ke stejnojmennému filmu o Jamesi Bondovi.
Andy Taylor a Roger Taylor opustili kapelu před nahráváním čtvrtého alba Notorious (1986), ze kterého vzešel hit v první desítce, stejnojmenný titulní singl. Le Bon, Rhodes a John Taylor zpočátku pokračovali jako jádro ve třech, než v roce 1989 přibyli jako stálí členové kytarista Warren Cuccurullo a bubeník Sterling Campbell, ačkoli Campbell odešel v roce 1991. Kapela strávila pozdní 80. a raná 90. léta vydáváním alb a singlů s pouze mírným úspěchem. Přesto jejich album Duran Duran z roku 1993 (běžně nazývané The Wedding Album) obsahovalo dva celosvětové hity v první desítce – "Ordinary World" a "Come Undone". John Taylor kapelu opustil v roce 1997, ale o čtyři roky později, v roce 2001, došlo k úplnému znovusjednocení klasické sestavy z let 1980–1985 – Le Bon, Rhodes a všichni tři Taylorové – což vedlo k řadě velmi úspěšných koncertních turné a albu Astronaut z roku 2004, které se dostalo na třetí místo v britském žebříčku a do první čtyřicítky v mnoha dalších zemích. Vůdčí singl alba "(Reach Up for The) Sunrise" se stal mezinárodním tanečním hitem a v britském žebříčku dosáhl pátého místa. Andy Taylor opět odešel v roce 2006 a kapela od té doby vydala pět alb, přičemž nejnovější je Danse Macabre z roku 2023.
Podle Billboardu prodali Duran Duran více než 100 milionů nosičů. Dosáhli na 30 singlů v první čtyřicítce britské hitparády (z toho 14 v první desítce) a 21 singlů v první čtyřicítce americké Billboard Hot 100. Během své kariéry kapela získala řadu ocenění: dvě ceny Brit Awards včetně ceny za Výjimečný přínos hudbě v roce 2004, dvě ceny Grammy, cenu MTV Video Music Award za celoživotní přínos a cenu Video Visionary Award od MTV Europe Music Awards. Rovněž obdrželi hvězdu na hollywoodském chodníku slávy. V roce 2022 byla kapela uvedena do Rock and Roll Hall of Fame.

## Historie
Skupinu založili v roce 1978 v anglickém Birminghamu klávesista Nick Rhodes a basista John Taylor. Jejich raný zvuk úžasně kombinoval mnoho vlivů – soulovou hudbu jejich mládí, newyorskou undergroundovou scénu sedmdesátých let představovanou kapelami New York Dolls a Velvet Underground, art pop Davida Bowieho a glam kapely jako byli Roxy Music.
John v té době studoval uměleckou fakultu a Nick ještě chodil do šestého ročníku střední školy. Mezi původní členy kapely patřili ještě student umění Stephen Duffy a jeho kamarád Simon Colley, který studoval hotelovou školu. Simon hrál tehdy na klarinet a basu, Nick měl malý syntetizátor a bicí, John hrál na kytaru a Stephen zpíval a hrál na bezpražcovou basu.
Poté, co Simon a Stephen odešli do jiných kapel – Duffy hrál nejdřív s The Lilac Time a později s Robbiem Williamsem – vystřídalo se v této formaci mnoho tváří. Nakonec v ní nastálo zakotvil Roger Taylor, původně bubeník místních punkerů The Scent Organs. Po příchodu Rogera se John ujal basy a v této nové sestavě se Duran Duran, kteří si dali jméno podle postavy z filmu Barbarella, klasické sci-fi režiséra Rogera Vadima, začali věnovat více funky stylu, typickému pro nadějné kapely post-punkové éry, jako byli například Japan.
Kapela se tehdy uchytila v předním birminghamském klubu Rum Runner. Jeho vlastníci Paul a Michael Berrowovi si poslechli jejich demo, na jehož základě udělali z Duran Duran rezidentní hráče a poskytli jim v klubu i zkušebnu. Kapela také začala pořádat konkurzy na nové členy. Tak se k nim dostal kytarista Andy Taylor, který odpověděl na inzerát v časopise Melody Maker, a zpěvák Simon LeBon, kterého kapele představila jeho bývalá přítelkyně, jež v klubu pracovala za barem. Simon byl z kapely jediný, kdo nepocházel z Birminghamu. Vyrostl na předměstí Londýna, na Birminghamské univerzitě však studoval divadlo.
V dalších měsících na sobě kapela neúnavně pracovala. Už v roce 1980 se Duran Duran, poté co na turné doprovázeli Hazel O'Conner, stali předmětem tvrdého boje mezi nahrávacími společnostmi. Nakonec zvítězila EMI, která kapele nabídla studiovou spolupráci s producentem Colinem Thurstonem.
Debutového stejnojmenného alba Duran Duran z roku 1981 se prodalo na 2,5 milionu kusů. Kapela se s ním udržela na předních příčkách hudebních žebříčků neuvěřitelných 118 týdnů a pochází z něj i mega-hit ‚Planet Earth‘. Ještě ten samý rok na sebe kapela znovu výrazně upozornila: jako první popový projekt vytvořila dvanáctipalcový remix k singlu Planet Earth a natočila kontroverzní klip k taneční verzi skladby ‚Girls on Film‘, který byl zrežírován Godley and Creme. MTV a BBC klip kvůli neskrývanému sexuálnímu podtextu zakázaly.
Hlavním posláním alba bylo vyvrátit představu, kterou o nich šířila rocková média, a sice, že členové kapely jsou pouhými idoly z plakátů pro novou generaci teenagerů. Kapela se proto snažila vytvořit protiklad ke klasické popové desce. Vyzrálé texty doprovázela hudba, která sice vynikala výraznou melodičností a tanečním nábojem, ale současně odkazovala k mnohem vážnějším tématům. Příznačně temný nádech na svém albu zdůrazňovala i samotná kapela. Skladby jako ‚Careless Memories‘ nebyly svojí atmosférou příliš vzdálené od písní kapel jako byly The Cure nebo Echo & the Bunnymen. Duran Duran se však bezvýchodné gotické ponurosti úspěšně bránili tanečními rytmy a Rhodesovými elektronickými experimenty.
Období vzestupu v kariéře Duran Duran se překrývá s tzv. „druhou britskou invazí“, kdy hudba Spojeného království v osmdesátých letech dobývala Ameriku. Kapela vysoce převyšovala své tehdejší současníky (jako Spandau Ballet, Human League, Ultravox nebo Culture Club) svým neúnavným koncertováním, nápaditým využíváním nových technologií a propracovaností skladeb. Kapele brzy vyšlo druhé veleúspěšné album Rio, ze kterého pocházejí skladby, které dobývaly první příčky hitparád. Byly to například ‚Hungry Like the Wolf‘, ‚Rio‘ nebo ‚Save a Prayer‘. Ve stejné době se princezna Diana nechala slyšet, že její nejoblíbenější skupina jsou právě Duran Duran. Také jejich noví přátelé z uměleckých řad – Andy Warhol a Keith Haring – jim veřejně vyjadřovali svojí podporu.
Od roku 1983 se z Duran Duran staly nové hvězdy. Klip k písni Hungry Like the Wolf, který na Srí Lance natočil režisér Russell Mulcahy, začalo pravidelně vysílat MTV. Hit ´Is There Something I Should Know´ se později ten samý rok okamžitě po svém vydání vyšvihl na první místo v britské a čtvrté místo v americké hitparádě. Singl ‚The Reflex‘ z třetí desky z roku 1984 s názvem Seven and the Ragged Tiger poprvé vynesl Duran Duran na první příčku hudebních žebříčků v USA. Další prvenství jim zajistila skladba k Bondovce ‚Vyhlídka na vraždu‘ z roku 1985. Jejich písnička se stala jediným hudebním motivem z této filmové série, která se dostala na první příčku hitparád, což se žádnému jinému umělci dodnes nepovedlo zopakovat.
Tou dobou už jméno Duran Duran znamenalo zlatý důl. A tak chtěla EMI vydat další album. Kapela se poprvé vzepřela a vzala si trochu času na to, aby nabrala dech a uskutečnila určité změny ve své sestavě. John a Andy dali spolu s Robertem Palmerem, bývalým bubeníkem z Chic Tonym Thompsonem a basákem Bernardem Edwardem kapelu Power Station. Nick, Simon a Roger se zase pustili do vedlejšího projektu s názvem Arcadia, ve kterém hostovali umělci jako Grace Jones, Sting, David Gilmour nebo Herbie Hancock.
Power Station vydali stejnojmenné album, na kterém se ukázalo, že John a Andy se začínají charakteristickému zvuku Duran Duran vzdalovat. Jejich hudební styl byl říznou směsí funku a glam rocku. Deska ‚So Red the Rose‘, kterou vydala Arcadia, naopak opakovala osvědčený styl „mateřské lodi“. V jejich hudbě zaznívala temnota prvního alba Duran Duran, stejně jako popové záblesky z Ria a Seven and the Ragged Tiger. První singl Arcadie ‚Election Day‘ byl ukázkovým příkladem temného elektro stylu s popově-tanečními prvky v té nejlepší podobě.
V červenci 1985 se Duran Duran znovu dali dohromady u příležitosti charitativního koncertu ve Philadelphii. Aniž by to kdokoli tušil, byla to poslední příležitost, kdy se kapela objevila ve své původní sestavě. První kapitola příběhu se uzavřela.
A přišly další nové projekty. John dostal začátkem roku 1986 nabídku, aby složil ústřední melodii k filmu ‚Devět a půl týdne‘ a už v dubnu se jeho skladba ‚I Do What I Do‘ dostala do hitparád na obou stranách Atlantiku. Když už to vypadalo, že se kapela znovu sejde ve studiu a začne nahrávat, bubeník Roger Taylor nečekaně oznámil, že chce další rok volna a odjíždí na svou farmu v Gloucestershire. Ještě ve čtyřčlenné sestavě se kapela v červnu sešla ve studiu, záhy však odešel i Andy Taylor, který následoval Rogera na dočasný odpočinek. S odstupem času Andy tvrdí, že jeho odchod rozhodně nebyl hnán touhou po sólové kariéře, nicméně to tak nakonec dopadlo.
S Duran Duran to po odchodu těchto dvou členů vypadalo na bledě. Ale naštěstí ne na dlouho. Zbylé trio v srpnu kontaktoval kytarista Warren Cuccurullo, jehož původní kapela Missing Persons se zrovna rozpadla. Později toho roku začali Duran Duran spolupracovat s producentem Nilem Rogersem, se kterým nahráli funkové album Notorious. Úvodní singl dobyl vrcholky hitparád a zajistil albu několik platinových desek. (O čtrnáct let později vydal stejnou skladbu s názvem ‚Born Again‘ Sean „Puffy“ Combs na posmrtné nahrávce Notorious B.I.G.) Kapela znovu vtrhla na scénu. Desku Notorious následovalo v roce 1988 album s názvem Big Thing a v roce 1989 vychází album Decade, které oslavuje úžasných deset let působení Duran Duran.
Jejich šesté studiové album Liberty, na kterém bubenické party nahrál Sterling Campbell, jenž nahradil Steva Ferrona, vyšlo ještě téhož roku. V roce 1993 se Nick, Simon, John a Warren vrátili do studia a nahráli Duran Duran. Toto album je známé pod názvem ‚Wedding album‘, neboť buklet obsahoval svatební fotografie rodičů všech členů kapely. Z desky pochází ceněná hitovka ,Ordinary World‘ a neméně uznávaná ‚Come Undone‘. Kapela se dočkala jedněch z nejlepších kritik za celou svou kariéru, získala dokonce prestižní skladatelskou cenu Ivora Novella. Desky Wedding album se po celém světě prodalo více než čtyři miliony kopií. Zrodila se nová generace skalních příznivců Duran Duran.
Albem coververzí s názvem Thank You vzdala kapala hold mnoha umělcům, kteří je celá léta inspirovali. Mezi ně patřili Grandmaster Flash & The Furious Five, Led Zeppelin, Iggy Pop nebo Lou Reed. LeBon také v roce 1995 vystoupil s operním pěvcem Lucianem Pavarottim na charitativním koncertě na podporu dětí v oblastech postižených válkou, který se uskutečnil v Itálii.
Poté přišla na řadu další turné. Mezi jednotlivými koncerty se dal John dohromady s Neurotic Outsiders, což byla čtyřka rock’n’rollových zhýralců, ve které se sešli Steve Jones z bývalých Sex Pistols, basák Duff McKagan z Guns N' Roses a bubeník Matt Sorum. Původně spolu měli vystoupit pouze na benefiční akci v Los Angeles, nakonec ale společně podepsali smlouvu na vydání alba u Madonnina vydavatelství Maverick Records.
V roce 1996 kapelu oficiálně opustil John Taylor, který se začal věnovat nejrůznějším sólovým projektům. V dalším roce kapela pro filmovou verzi ‚The Saint‘ složila skladbu ‚Out of My Mind‘. Poté vydala desku s názvem Medazzaland, na které se objevila vůbec první písnička (‚Electric Barbarella‘), kterou si lidé mohli zakoupit a stáhnout přímo z internetu.
Tvorbě kapely Duran Duran byla rovněž věnován dvě tributní alba, na kterých se podílela široká škála umělců od Kylie Minogue nebo Bena Leea až po kapelu Deftones nebo Goldfinger. V roce 2000 pak vydává u Hollywood Records CD Pop Trash. Kapela toto album podpořila veleúspěšným mezinárodním turné, které bylo bohaté na dosud nevídané speciální efekty. Po turné opustil skupinu Warren Cucurrullo a vrátil se ke své původní kapele Missing Persons. A tak už zbyli jen dva…
S počátkem 21. století začali zbývající členové bilancovat. Simon si vybral zaslouženou dovolenou a Nick se přidal ke skupině The Devils, kde hrál jeho dlouholetý přítel a původní člen Duran Duran Stephen Duffy. The Devils vydali roku 2002 desku pod názvem ‚Dark Circles‘.
Důvod k tomu, aby se kapela dala znovu dohromady, na sebe ale nenechal dlouho čekat. Zapracovaly totiž vzpomínky a oddanost vůči kapele. Ještě před koncem roku 2001 se původní „bájná pětice“ po téměř osmnácti letech znovu sešla ve studiu, aby společně začala nahrávat novou desku. Simon, Nick, Andy, Roger a John si usmysleli, že získají zpět svou zašlou slávu a na albu tvrdě a dlouho pracovali. To nakonec vyšlo v roce 2004 u společnosti Epic Records. Alba Astronaut se celkem prodalo přes dva miliony kusů a kritici ho označili za „jeden z jejich nejlepších studiových počinů“. Singl „(Reach up for the) Sunrise“ vynesl Duran Duran na nejvyšší příčky v britských hudebních hitparád za posledních dvacet let.
Turné k albu Astronaut trvalo dva roky a kapela se mohla těšit z ještě většího publika a většího počtu koncertů, než kdy dříve. Nejúspěšnější série vystoupení v celé kariéře kapely potvrdila, že Duran Duran zůstávají životaschopní a že mohou čerpat z neuvěřitelně kvalitního repertoáru. Během let 2004 až 2006 tak Duran Duran obdrželi pět hudebních cen za celoživotní přínos. Jejich ohromující tvořivost ocenili MTV Video Music Awards, Q Awards, Brit Awards, Ivor Novello Award a španělská Onda.
Duran Duran už pak neměli jinou možnost, než natočit další album. Čekaly na něj tři generace fanoušků. Jejich tvůrčí síly nemohl podlomit ani v řadě už druhý odchod kytaristy Andyho Taylora z kapely.
Simon, Nick, John a Roger odletěli v září roku 2006 do New Yorku. Zde strávili úžasný týden ve studiu s producentem Timbalandem, který je znám jako geniální mistr zvuku a je držitelem ceny Grammy. Na vznikající desce se podílel také producent Nate ‚Danja‘ Hills a úřadující král popu Justin Timberlake. Z newyorské spolupráce vzešly tři výborné skladby a zbytek alba už vyprodukoval Danja ve Velké Británii.
Duran Duran vůbec netušili, že je čekají tak světlé a prací nabité zítřky. Jenom během tohoto léta vystoupili na dvou největších rockových akcích planety – na vzpomínkovém koncertě na počest princezny Diany ve Wembley a na ekologické akci Live Earth v Hyde Parku. Na podzim jim vyšlo nové album Red Carpet Massacre a rovněž se rozjelo velké světové turné, které se protáhne až do léta 2008. V roce 2008 Duran Duran slaví třicet let své existence. Kapela, která přežila všechny kapely, se kterými společně začínala, už zkrátka nemusí nic dokazovat a může jenom hrát.
Statistické údaje, které se týkají Duran Duran, stojí za pozornost: přes 70 milionů prodaných desek, 18 hitových singlů v Americe, 30 skladeb se dostalo do UK Top 30 a v neposlední řadě obrovská základna fandů na všech pěti kontinentech. Co ale stojí za ještě větší pozornost, je to, jak se jim podařilo toho všeho dosáhnout. Dokázali totiž propojit populární hudbu, umění a módu s jedinečným stylem a drzostí.
Duran Duran se na počátku osmdesátých let, kdy poprvé prorazili, povedlo změnit hudební klip od poměrně neobvyklého nástroje marketingu na jeden z nejvýznamnějších artiklů v rámci celého hudebního průmyslu. Duran Duran posunuli pravidla vzhledu tehdejšího romantického hnutí na novou úroveň. Jejich klipy se odehrávaly v exotických prostředích, objevovaly se v nich krásné ženy a ohromující efekty. Sílu jejich vlivu v osmdesátých letech dokazuje i to, že časopis Rolling Stone je s odkazem na Beatles nazval „bájnou pěticí.“
Duran Duran si udržují i přes občasné pauzy a obměny členů, které proběhly v devadesátých letech, nevyčerpatelnou sílu, díky které si do dnešních dnů zaslouží respekt coby jedna z nejlepších hudebních kapel na scéně.

## Diskografie

### Studiová alba
- 1981: Duran Duran
- 1982: Rio
- 1983: Seven and the Ragged Tiger
- 1986: Notorious
- 1988: Big Thing
- 1990: Liberty
- 1993: Duran Duran
- 1995: Thank You
- 1997: Medazzaland
- 2000: Pop Trash
- 2004: Astronaut
- 2007: Red Carpet Massacre
- 2010: All You Need Is Now
- 2015: Paper Gods
- 2021: Future Past
- 2023: Danse Macabre

### Živá alba
- 1984: Arena
- 2006: Live from London
- 2009: Live at Hammersmith '82!
- 2012: A Diamond in the Mind: Live 2011

### Kompilace
- 1989: Decade
- 1998: Greatest
- 2006: The Essential Collection